# Robert Rosenblum
Robert Rosenblum (24 de julio de 1927 – 6 de diciembre de 2006) fue un historiador y conservador de arte estadounidense, conocido por su erudición, fue influyente y con frecuencia irreverente en temas de arte europeo y americano de mediados del siglo XVIII al siglo XX.
Rosenblum nació en la ciudad de la Nueva York y estudió historia del arte en el Queens College y en la Universidad de Yale, y en 1956 recibió su doctorado de la New York University's Institute of Fine Arts.
Rosenblum es autor de varias publicaciones importantes entre las que se incluyen: 
- "Cubism and Twentieth Century Art" (1960);
- "Transformations in Late Eighteenth Century Art" (1967);
- "Modern Painting and the Northern Romantic Tradition: Friedrich to Rothko" (1973); y
- "Nineteenth Century Art" (como coautor con H.W. Janson, 1984).

Sin embargo, quizás es más conocido por sus innovaciones en la práctica museística, notablemente su inclusión de trabajos fuera de los cánones y su rechazo al ordenamiento cronológico estándar.
Rosenblum ocupó cargos docentes en la Universidad de Princeton, en la Universidad de Míchigan, en la Universidad de Yale, en la Universidad de Oxford (donde fue profesor de Bellas Artes entre 1972-73) y en el Instituto de Bellas Artes en la Universidad de Nueva York. Fue también conservador en el Museo Solomon R. Guggenheim, donde destacó por sus profundas innovaciones.